# Mabel Mosquera
Mabel Mosquera Mena (Quibdó, Chocó, 1 de julio de 1969) es una exlevantadora de pesas colombiana. Estudió Cultura Física en la Universidad Santo Tomás. Fue medallista olímpica en los Juegos Olímpicos Atenas 2004, se retiró en 2007 por una lesión de hombro que se hizo durante una jugada.

## Trayectoria
La trayectoria deportiva de Mosquera comenzó a inicios de los 1990 en el atletismo, específicamente en las pruebas de relevos. Años después y por sugerencia de su entrenador Raúl Gutiérrez, comienza su carrera en el deporte haterolfílico. Se identificó por su participación en los siguientes eventos nacionales e internacionales:

### Juegos Olímpicos
Fue, junto a María Luisa Calle, las únicas deportista de Colombia en obtener una medalla olímpica en los Juegos Olímpicos de Atenas 2004.

#### Juegos Olímpicos de Atenas 2004
Mabel Mosquera participó en los Juegos Olímpicos de Atenas 2004 y obtuvo la medalla de bronce, segunda para la halterofilia colombiana.
- , Medalla de bronce: 53 kg